# Margarethe Geiger
(Anna) Margarethe Geiger (Schweinfurt, 24 mei 1783 – Wenen, 4 september 1809) was een Duits tekenaar en schilder.

## Biografie
Margarethe Geiger was een dochter van de kunstschilder Conrad Geiger en diens vrouw Barbara Schöner. Net als haar zus Catharina werd ze door haar vader onderwezen in de schilderkunst. Uit haar vroege leven zijn een aantal diertekeningen en een portret van een onbekende dame bewaard gebleven. Samen met haar vader schilderde ze een familieportret, waar ze zelf met penseel en palet op staat afgebeeld.
In navolging van het boek Die KLeidertracht unter dem Landvolke des Schweinfurter Gaues door Johann Kaspar Bundschuh uit 1796/97 begon ze in 1801 met een serie aquarellen van figuren in klederdracht. Deze schilderingen waren zeer populair en verkochten goed, zodat de familie geen geldzorgen had.
In 1804 stuurde haar vader Margaretha naar Würzburg om daar in de leer te gaan bij Johann Christoph Fesel, hofschilder in dienst van de prins-bisschop van Würzburg. Fesel leerde haar etsen en gebruik maken van aquatint. Ook schilderde ze in deze tijd een geroemd zelfportret en verschillende miniatuurportretten.
In 1806 ontmoette Margarethe graaf Johann Nepomuk van Frohberg, kamerheer in dienst van koning Maximiliaan I Jozef van Beieren. Hij raadde haar aan om naar München te gaan, waar ze leerling werd van hofschilder Johann Christian von Mannlich. Opdrachten uit de adellijke kringen rond het hof zorgde ervoor dat Margarethe financieel onafhankelijk werd. Ze raakte bevriend met de schilders Sophie Reinhard en Albrecht Adam met wie ze in 1808 naar Wenen reisde. Daar overleed ze op zesentwintigjarige leeftijd aan Tyfus.

## Werken

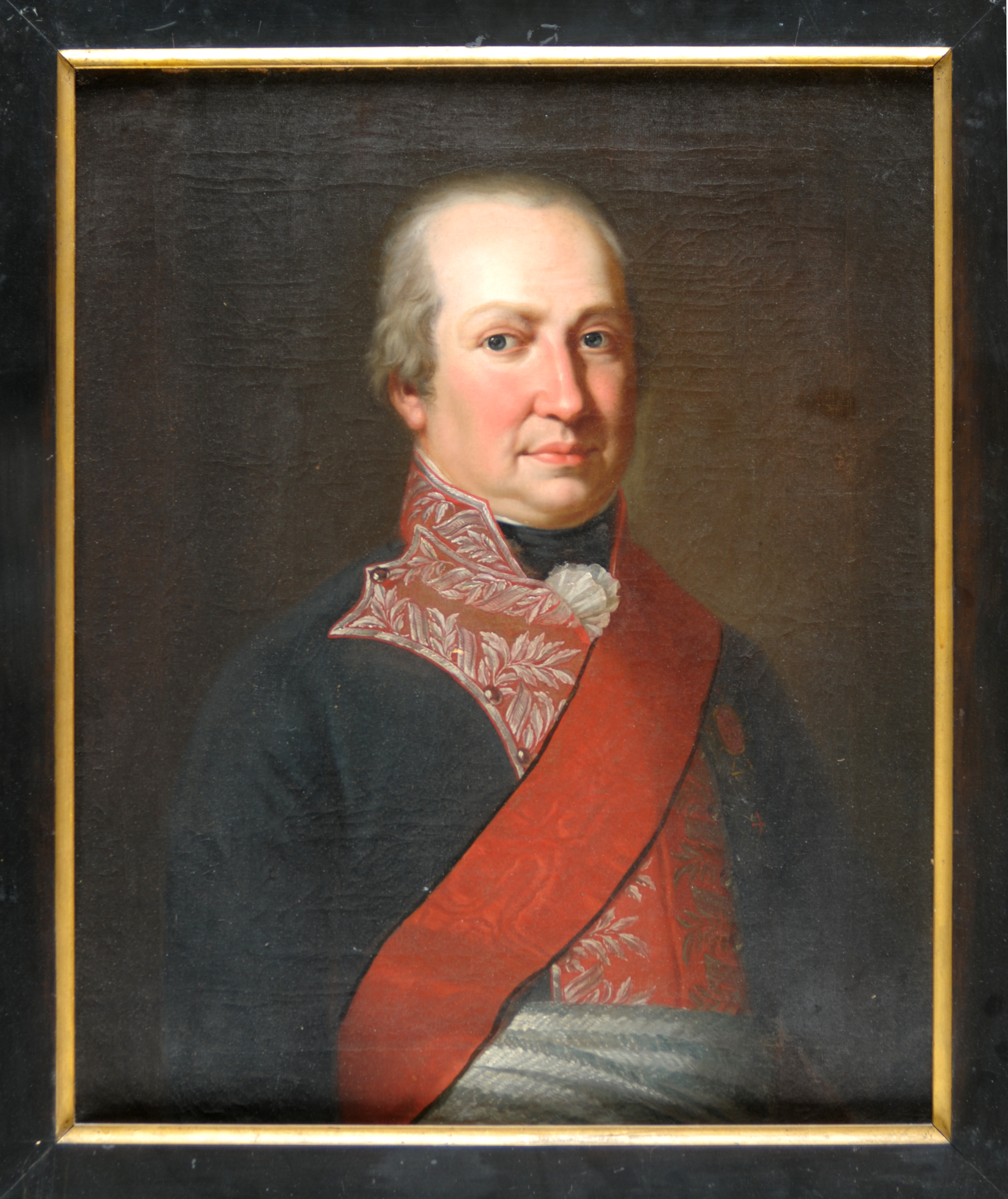
Portret van koning Maximiliaan I Jozef van Beieren
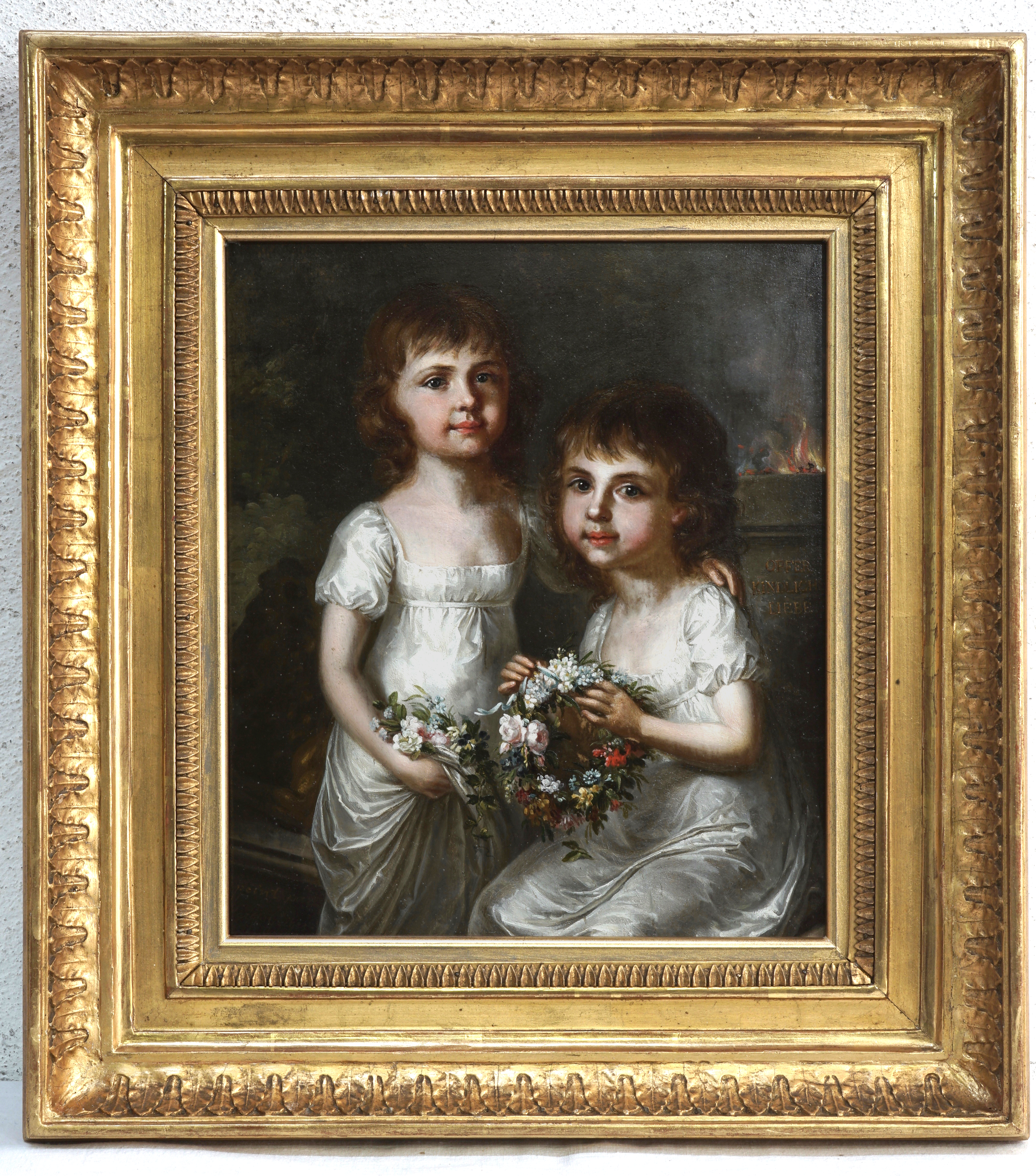
De prinsessen Amalia Augusta en Elisabeth Ludovika van Beieren.